# André Fotso
Pour les articles homonymes, voir Fotso.
André Fotso  est un grand patron camerounais né le 8 août 1958 à Bandjoun et mort le mardi 2 août 2016 à Villejuif,.

## Biographie

### Débuts
Il est diplômé en gestion de l’université de Lyon II.

### Carrière
Il siégeait au tour de table d’Ecobank Cameroun et fut membre de son conseil d’administration. Il laisse un mandat inachevé de président du Gicam.

#### Empire industriel

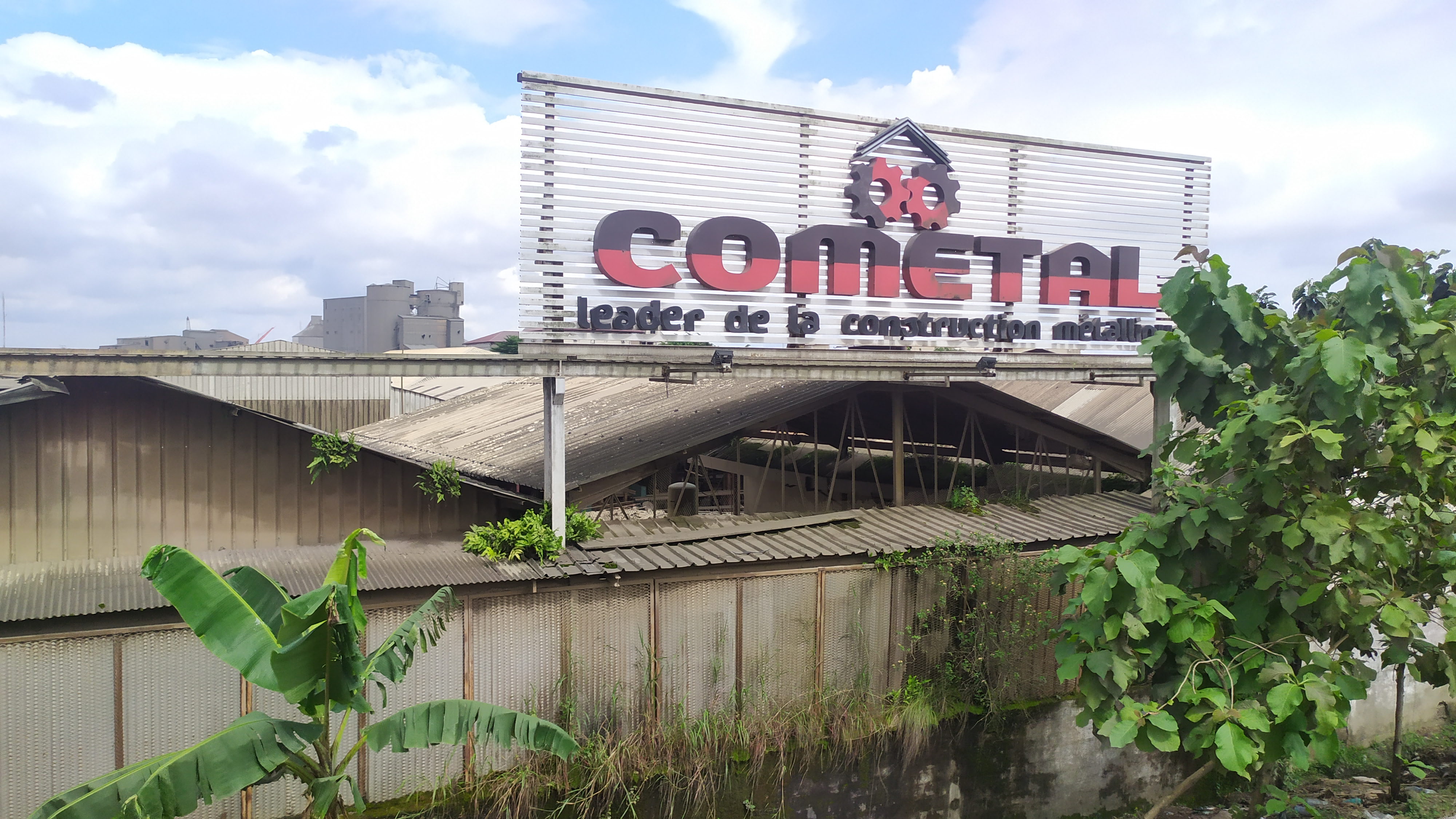
Usine Cometal à Bonaberi.

Entrepreneur ambitieux, il se lance dans l’industrie de production du gaz, en 1991, après des études de gestion, à Lyon, en France. Il  a bâti un empire industriel en 25 années. Il laisse le Taf Investment Group, son holding, qui pèse en 2016 plus de 45 milliards de F CFA (68,6 millions d’euros) et intègre les métiers portuaires (3T), la production des gaz industriels (FME-gaz) et la construction métallique (Cometal).

## Vie privée
Il est marié à Kate Fotso.